# القلعة (لعبة فيديو)
القلعة (بالإنجليزية: The Castle)‏ لعبة فيديو تعمل على نظام إم إس إكس المعروف في العالم العربي بحاسوب صخر تم نشرها من قبل شركة شركة آسي اليابانية في 1986 واللعبة عباره عن قلعه فيها 100 غرفة ويجب على الأمير إنقاذ الأميرة.

## طريقة اللعب
يجب على الأمير البحث عن الأميرة ولذلك بالدخول إلى جميع الغرف الـ 100 وجمع المفاتيح وفتح الابواب الموصده لانقاذها.